# Митко Димитров
Митко Илиев Димитров е български национален състезател и треньор по волейбол. Играл на поста нападател.

## Биография
Роден е в Стара Загора на 25 януари 1920 г. в семейството на учител. Започва да се занимава с волейбол като ученик в 5 клас.
През 1938 година става юнкер във военното училище в София и влиза в училищния отбор. След завършването си служи в Стара Загора, където е спортен организатор на 12-и пехотен балкански полк и треньор и капитан на Локомотив (Стара Загора). По време на Втората световна война е командир на рота. След войната е треньор по футбол и волейбол в Локомотив.
През 1947 г. преминава в столичния Чавдар.
През 1948 и 1949 г. печели републиканските титли със Септември при ЦДВ.
През 1951 г. завършва треньорска школа във ВУФ (сега НСА)
Поема треньорския пост на Септември от Констадин Шопов и остава начело на ЦСКА до 1956 г., когато е привлечен в Ударник. В този клуб е треньор на изтъкнатите ни волейболисти Панайот Пондалов, Тодор Пиперков, Никола Лечев.
През 1960 г. става треньор на Женския национален отбор.
През 1967 г. поема Спартак, а след обединението с Левски – и отбора на Левски-Спартак.
През 1976 г. е треньор в Кувейт.
От 1978 г. започва да работи с женския състав на ЦСКА, където играят Стоева, Божурина, Каишева, Стоянова, Манова, Шаханова. Като през 1979 г. ги извежда до първото стъпало на КЕШ.
След това работи в Испания. През 1982 г. става треньор на Миньор Бухово, а в сезона 1988 – 1989 г. – и на женския отбор в Шумен.
Кавалер е на Военния орден „За Храброст“. Носител на звание „Заслужил майстор на спорта“.
Има три висши образования: военно, юридическо и спортно.
Умира на 17 октомври 2013 г., на 93-годишна възраст.